# Elia Viviani
Pour les articles homonymes, voir Viviani.
Elia Viviani, né le 7 février 1989 à Isola della Scala, est un coureur cycliste italien spécialiste de la piste et de la route. Sur piste, il a notamment été champion olympique de l'omnium en 2016 à Rio de Janeiro, champion du monde de course à l'élimination en 2021 et 2022, vice-champion du monde de scratch en 2011 et neuf fois champion d'Europe entre 2012 et 2022. Sur route, il a été champion d'Europe en 2019 et a remporté des d'étapes sur les trois grands tours (1 sur le Tour, 5 sur le Giro et 3 sur la Vuelta). Il a également gagné le classement par points du Tour d'Italie 2018, ainsi que six classiques du World Tour : l'EuroEyes Cyclassics 2017, 2018 et 2019, la Bretagne Classic 2017, la Cadel Evans Great Ocean Road Race 2019 et la RideLondon-Surrey Classic 2019.

## Biographie

### Des débuts en cyclisme à la catégorie juniors
Elia Viviani commence le cyclisme en 1998, à l'âge de huit ans au GS Luc Bovolone. Il reste dans ce club jusqu'à l'âge de 16 ans. Il obtient une quarantaine de victoire en catégorie giovanissimi de 1998 à 2001, puis seize autres en catégorie esordienti en 2002 et 2003. En 2004, il passe en catégorie allievi. Il remporte cinq courses cette année-là, dont le championnat de Vénétie sur route, et quatre en 2005, dont la course sur route du Festival olympique de la jeunesse européenne.
En 2006, il rejoint l'équipe FDB Car Diesel, en catégorie juniors. Il gagne six course sur route, dont le championnat de Vénétie sur route. Sur piste, il est champion d'Europe du scratch junior et médaillé de bronze du championnat du monde de l'américaine junior. En 2007, avec la même équipe, il gagne neuf courses sur route. Sur piste, il est champion d'Europe de la course aux points et médaillé de bronze de la poursuite par équipes, toujours en catégorie juniors. Durant ces deux années, il gagne également cinq titres de champion d'Italie sur piste.

### En catégorie moins de 23 ans
En 2008, il passe en catégorie moins de 23 ans et rejoint l'équipe Marchiol Emisfero Liquigas. En septembre, aux championnats d'Europe à Pruszków en Pologne, il est dans sa catégorie médaillé d'or du scratch et de l'américaine, avec Tomas Alberio, et médaillé de bronze de la poursuite par équipes. Aux championnats d'Europe élites, il est médaillé de bronze de l'omnium endurance.
En 2009, il participe en mars aux championnats du monde sur piste à Pruszków en. Il y est septième de l'américaine, avec Angelo Ciccone. En juillet, aux championnats d'Europe à Minsk en Biélorussie, il est médaillé d'or du scratch des moins de 23 ans.
En début d'année 2010, Viviani dispute le Tour de Cuba avec une sélection de coureurs italiens et en gagne une étape. Il participe ensuite aux championnats du monde sur piste à Copenhague. Il est septième de l'américaine, avec Angelo Ciccone, 12e de l'omnium et 15e du scratch.

### 2010-2014: Premières saisons professionnelles chez Liquigas et Cannondale

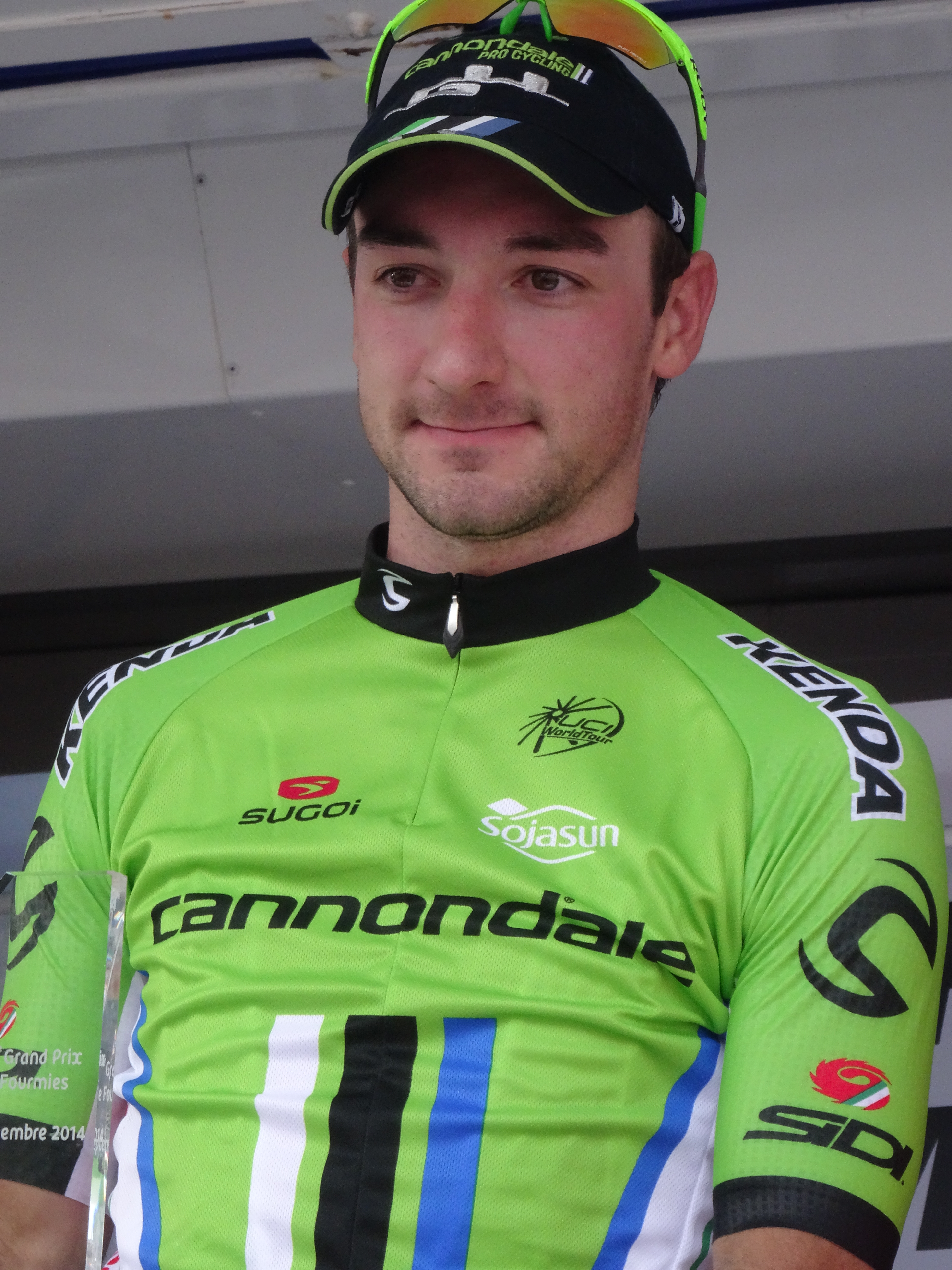
Elia Viviani lors du Grand Prix de Fourmies 2014.

Après plusieurs victoires au sein des rangs amateurs avec donc la huitième étape du Tour de Cuba, le Giro delle Tre Provincie et La Popolarissima, Elia Viviani devient professionnel en avril 2010 avec l'équipe italienne Liquigas-Doimo.
Dès sa première course en, il gagne une étape du Tour de Turquie au sprint en devançant Giovanni Visconti et Andrea Grendene. En fin de saison, il prend notamment part en août à sa première course ProTour avec la Vattenfall Cyclassics au service de Daniele Bennati puis entre la fin septembre et le début du mois d'octobre, il remporte le Mémorial Marco Pantani et Binche-Tournai-Binche.
En 2011, Viviani commence sa saison sur route en janvier avec le Tour Down Under. Il gagne en février le Grand Prix de la côte étrusque et le Tour de Mumbai I. Aux championnats du monde sur piste à Apeldoorn aux Pays-Bas, il est médaillé d'argent du scratch, sixième de l'américaine, septième de l'omnium et quinzième de la poursuite par équipes. Après des victoires lors d'une étape du Tour de Slovénie et au Grand Prix Nobili Rubinetterie, il est aux championnats d'Europe sur piste juniors et espoirs à Anadia au Portugal. En espoirs, il y est médaillé d'or de la course aux points et de l'omnium, et médaillé d'argent de l'américaine. Il obtient cinq nouvelles victoires sur route en fin de saison, dont une étape du Tour de Pékin, sa première victoire en UCI World Tour. Il est médaillé de bronze de l'omnium aux championnats d'Europe élites à Apeldoorn en octobre.
Les principaux objectifs d'Elia Viviani en 2012 sont les championnats du monde sur piste et les Jeux olympiques, où il vise la médaille d'or de l'omnium. En début d'année, il gagne une étape du Tour de San Luis, le Grand Prix de la côte étrusque, les deux étapes et le classement général du Tour de la province de Reggio de Calabre et une étape de la Semaine internationale Coppi et Bartali. En avril, aux championnats du monde sur piste à Melbourne, il est dixième de l'américaine, 21e du scratch, et abandonne lors de l'omnium à la suite d'une chute. En juillet, il représente l'Italie aux Jeux olympiques de Londres sur piste et sur route : il se classe sixième de l'omnium et 38e de la course en ligne. En août, il prend le départ de son premier grand tour, le Tour d'Espagne. Il y est notamment deuxième des 7e et 21e étapes. Il est ensuite deuxième du Mémorial Marco Pantani et gagne une étape du Tour de Pékin. Fin octobre, il est champion d'Europe de course aux points, et médaillé de bronze de la poursuite par équipes et de l'américaine de ces championnats d'Europe élites.
En 2013, l'équipe Liquigas-Cannondale prend le nom de Cannondale, son nouveau sponsor principal. Viviani laisse de côté la piste pour se consacrer pleinement à la route.
Il remporte au sprint sa première victoire de la saison lors de la seconde étape du Critérium du Dauphiné entre Châtel et Oyonnax. En fin de saison, il s'adjuge trois titres lors des Championnats d'Italie de cyclisme sur piste et trois autres aux Championnats d'Europe de cyclisme sur piste.
Viviani commence sa saison 2014 en Australie à l'occasion du Tour Down Under avec comme meilleur résultat une troisième place lors de la 4e étape. En février il est au départ du Tour du Qatar puis fin mars de la Semaine internationale Coppi et Bartali où il remporte au sprint sa première victoire de la saison lors de la 3e étape devant Ben Swift et Rino Gasparrini.
À l'issue de la saison, il s'engage avec l'équipe Sky,.

### Passage chez Sky (2015-2017)

#### Première étape sur un grand tour (2015)
Le Tour d'Italie 2015 est le troisième de Viviani et le premier sous ses nouvelles couleurs. Dès la deuxième étape, il remporte au sprint la première étape de grand tour de sa carrière et prend la tête du classement par points du Giro. Lors du Tour de Grande-Bretagne, Viviani gagne les première, troisième et huitième étapes. Initialement deuxième de cette huitième étape, son sprint est perturbé par André Greipel qui s'impose. L'Allemand est ensuite déclassé pour sprint irrégulier et la victoire est attribuée à Viviani. Viviani est ensuite sélectionné pour la course en ligne des championnats du monde de Richmond où il ne peut disputer la victoire au coureur slovaque Peter Sagan. Engagé au  Tour d'Abou Dabi il s'y adjuge les deuxième et quatrième étapes. En forme au cours de cette fin de saison il empoche le titre de Champion d'Europe de l'omnium moins d'une semaine plus tard sur le vélodrome de Granges en Suisse.

#### Champion olympique de l'omnium (2016)

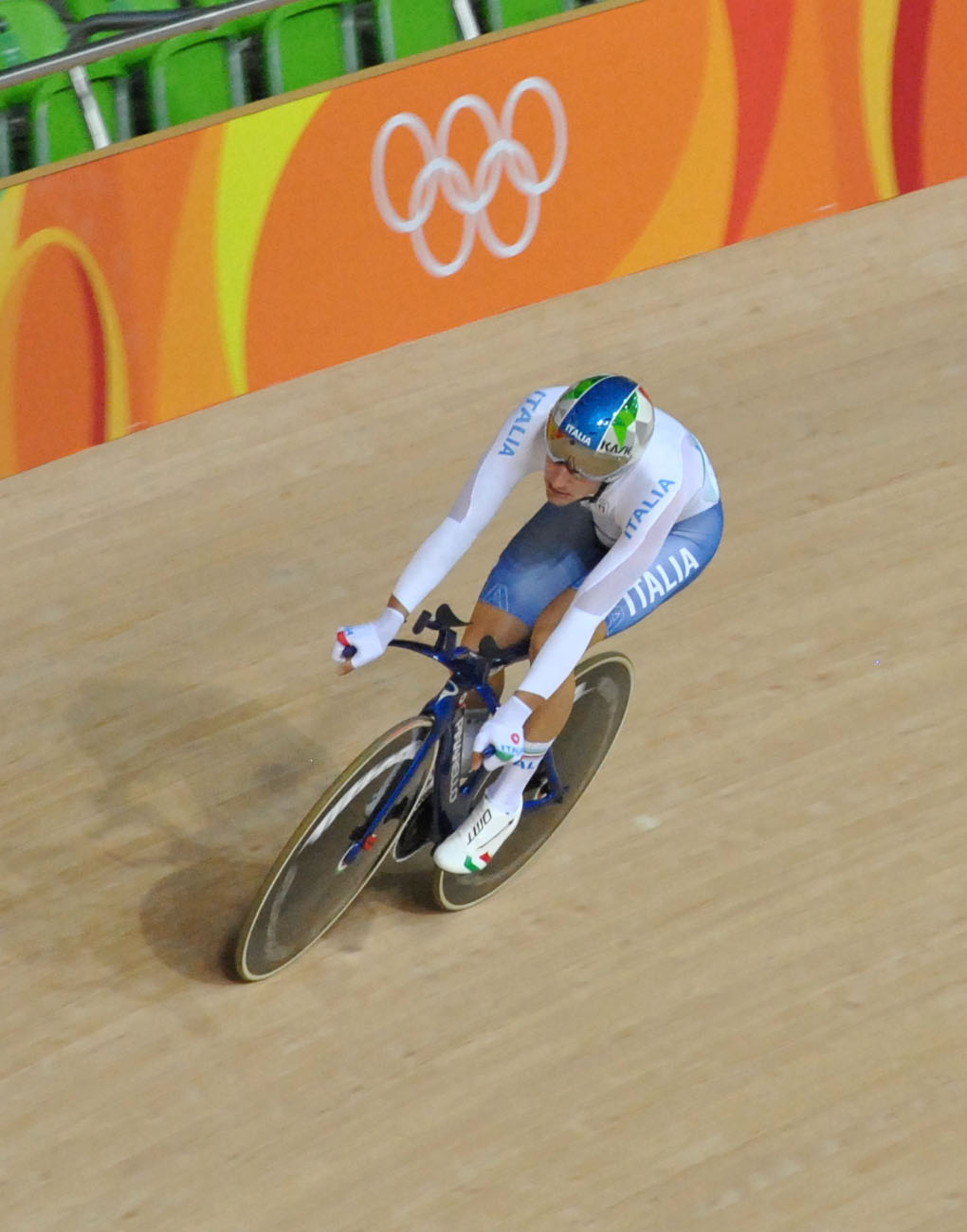
Elia Viviani aux Jeux olympiques de Rio (2016).

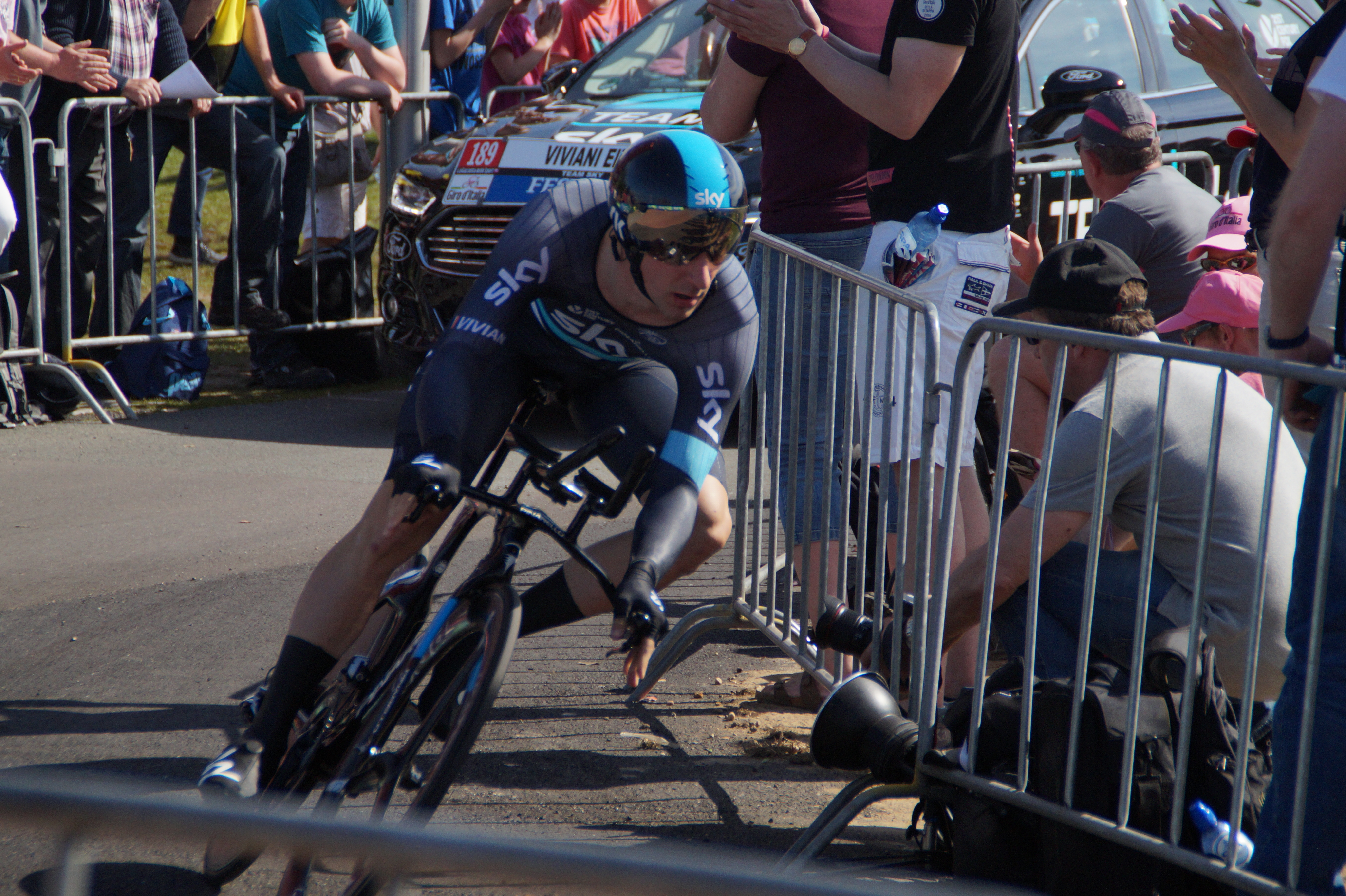
Viviani lors du Tour d'Italie 2016

Au premier semestre 2016 il gagne la deuxième étape du Dubaï Tour puis la deuxième étape des Trois Jours de La Panne, où il devance Marcel Kittel et Alexander Kristoff deux des meilleurs sprinteurs du monde. Début mars, il est quatrième de l'omnium et de la poursuite par équipes aux mondiaux sur piste de Londres. Sur les classiques, il reste loin des meilleurs sur Milan-San Remo et abandonne Gand-Wevelgem. Lors de Paris-Roubaix, à la suite d'une chute qui force une partie du peloton à s'arrêter dans la trouée d'Arenberg, une moto entre en collision avec lui. Il est contraint à l'abandon, blessé au sternum. Par la suite, il participe au Tour d'Italie, mais il arrive hors-délai lors de la huitième étape.
Au mois d'août, il s'envole au Brésil pour participer aux Jeux olympiques à Rio de Janeiro. Le 15 août 2016, à l'issue de deux jours de compétition et après une lutte serrée lors de la dernière des six épreuves, la course aux points, il remporte la médaille d'or de l'omnium, devant Mark Cavendish et Lasse Norman Hansen. Malgré une chute dans la course aux points causée par le contact entre Cavendish et Park Sang-hoon (et impliquant également Glenn O'Shea), Viviani rapporte à l'Italie le premier titre olympique en cyclisme sur piste depuis 16 ans. Aux mondiaux de Doha, il se classe vingtième. Au mois de novembre, il prolonge de deux ans le contrat qui le lie à son employeur.

#### Première saison exclusivement sur route (2017)
En 2017, il décide pour la première fois de laisser la piste de côté et de se concentrer exclusivement à la saison sur route. Dans la première partie de saison, il collectionne les deuxièmes places. Plus tard, à son grand regret, il n'est pas sélectionné pour le 100e Tour d'Italie, son équipe préférant tout miser sur le classement général, avec des équipiers pour aider Geraint Thomas et Mikel Landa. Juste le jour où sa non-convocation devient officielle, Viviani renoue avec le succès en remportant la troisième étape du Tour de Romandie. Il est sélectionné pour les championnats d'Europe de cyclisme sur route qu'il termine deuxième au sprint derrière le Norvégien Alexander Kristoff après un sprint houleux. Il gagne ensuite la EuroEyes Cyclassics en passant la ligne devant Arnaud Démare et Dylan Groenewegen. Il s'adjuge également deux étapes et le classement par points du Tour du Poitou-Charentes avant de remporter une nouvelle victoire lors de la Bretagne Classic à Plouay. Il ne participe à aucun grand tour en 2017 et décide en accord avec l'équipe Sky, de ne pas aller au bout de son contrat qui court jusqu'à fin 2018.

### 2018-2019: Quick-Step/Deceuninck

#### Sept succès sur les grands tours (2018)
Il signe pour la saison 2018 dans l'équipe Quick-Step Floors, en remplacement de Marcel Kittel. Il effectue des débuts prolifiques, en remportant rapidement cinq victoires sur les premiers mois de la saison. Il commence par une étape du Tour Down Under, glanant au passage sa 50e victoire depuis ces débuts professionnels en 2010 au sein de l'équipe Liquigas-Doimo. Il remporte ensuite une étape au Tour d'Abou Dabi ainsi que deux étapes et le classement général du Dubaï Tour. Après un résultat décevant sur Milan-San Remo (19e), il ajoute un nouveau succès lors des Trois Jours de Bruges-La Panne et se classe deuxième de Gand-Wevelgem, pleurant de déception après l'arrivée.
Après la saison des classiques, il est au départ du Tour d'Italie en Israël en tant que leader de l'équipe belge avec pour objectif de remporter des étapes sur le plat. Il remporte au sprint la deuxième étape au sprint à Tel-Aviv-Jaffa en devançant son compatriote Jakub Mareczko et l'Irlandais Sam Bennett puis le lendemain la troisième en direction d'Eilat, toujours au sprint. Il récidive lors de la treizième étape avant de remporter un quatrième et dernier bouquet lors de la 17e étape. Il gagne de ce fait le maillot cyclamen du classement par points du Giro. Après avoir remporté trois étapes de la nouvelle course Adriatica Ionica Race, il termine le mois de juin en remportant le championnat d'Italie sur route à Darfo Boario malgré un circuit très difficile, en battant Giovanni Visconti dans un sprint à trois. En juillet, il termine deuxième de la RideLondon-Surrey Classic. Il participe ensuite aux championnats d'Europe de cyclisme sur piste où il glane une médaille d'or en poursuite par équipes ainsi qu'une médaille d'argent lors de l'omnium. En août, il termine vingtième du championnat d'Europe sur route à Glasgow. Il gagne ensuite la EuroEyes Cyclassics en passant la ligne devant Arnaud Démare comme l'année précédente. Il s'agit de sa première victoire avec le maillot tricolore. Il gagne trois étapes sur le Tour d'Espagne, portant son total à 18 victoires en 2018, soit le meilleur total du peloton.

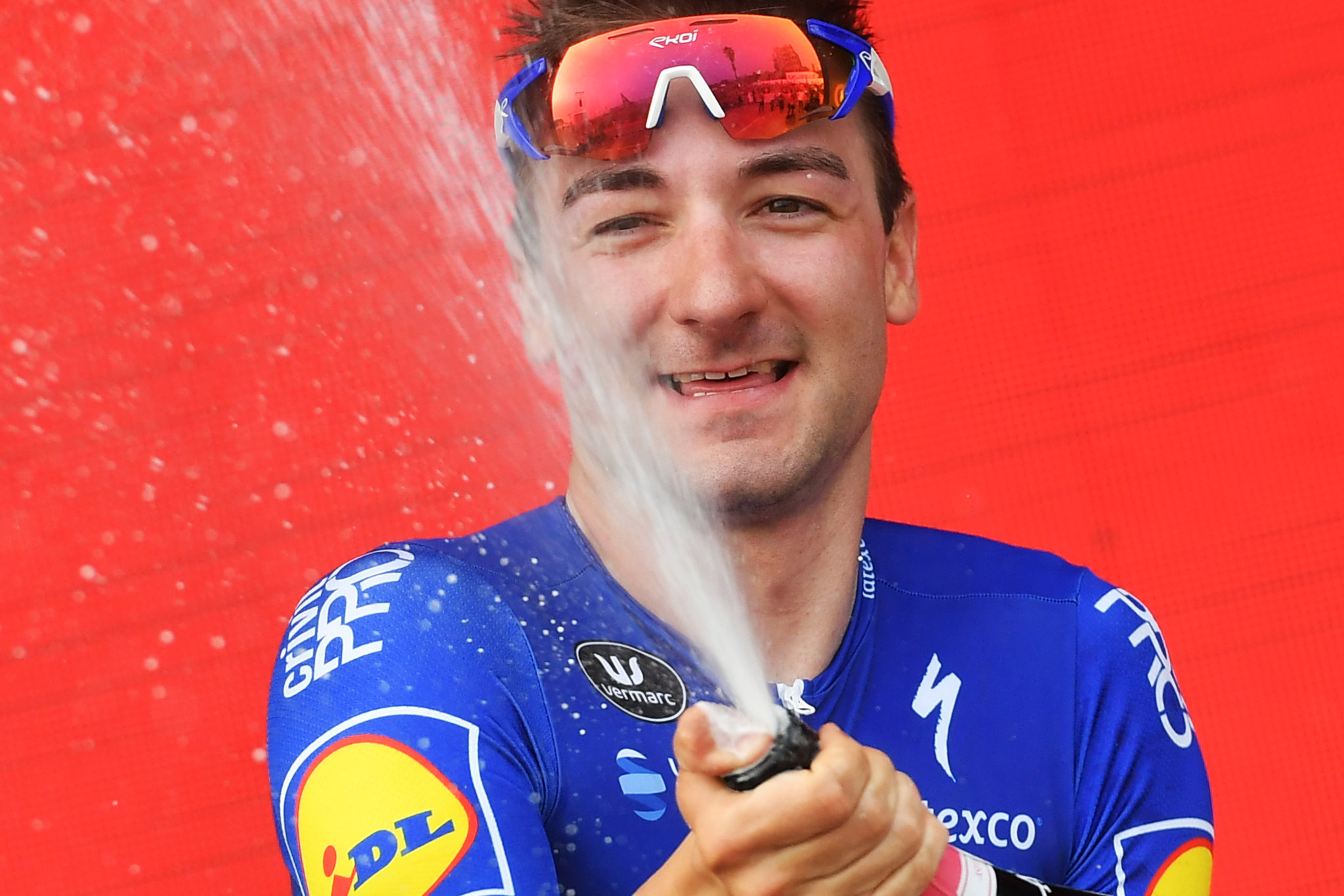
Elia Viviani vainqueur de l'étape de Tel Aviv du Tour d'Italie 2018.

Avec ses sept victoires d'étapes sur les grands tours en 2018, il égale le score de Mark Cavendish en 2011, et se classe septième cycliste en termes de victoires d'étapes obtenues la même année en grands tours, à égalité avec Bernard Hinault en 1979.

#### 2019: étape sur le Tour de France et champion d'Europe
La saison 2019 se présente comme celle de la confirmation pour le champion d'Italie. Espérant faire au moins aussi bien que l'année précédente, Elia Viviani choisit un programme de courses quasiment identique, même s’il envisage une deuxième participation au Tour de France où une victoire d'étape reste un objectif majeur.
Le sprinteur italien commence la saison de la meilleure des manières en s'imposant lors de son premier sur la première étape du Tour Down Under. Deux semaines plus tard, il lève à nouveau les bras en remportant la Cadel Evans Great Ocean Road Race, une classique World Tour. En mars, il gagne une étape et le classement par points de l'UAE Tour, ainsi qu'une étape de Tirreno-Adriatico. Il dispute ensuite Milan-San Remo avec des ambitions mais voit son coéquipier Julian Alaphilippe s'imposer. Il est ensuite troisième au sprint des Trois Jours de Bruges-La Panne et termine seulement dix-neuvième de Gand-Wevelgem. Il prend part au Tour d'Italie où il gagne la troisième étape au sprint avant d'être déclassé pour sprint irrégulier. Les commissaires lui infligent une amende et une pénalité de cinquante points au classement par points, ce qui limite ses chances de gagner pour la deuxième année consécutive le maillot cyclamen. Affecté, selon ses dires, par l'injustice de cette disqualification, il échoue à s'imposer sur le Giro malgré trois deuxièmes places, avant d'abandonner. En perte de confiance, il revient sur le Tour de Suisse pour se rassurer, y remportant les 4e et 5e étapes.
Il participe au Tour de France où il remporte la 4e étape à Nancy. Ce succès lui permet de faire partie des coureurs ayant remporté des étapes sur les trois grands tours. Après le Tour, il gagne la RideLondon-Surrey Classic, les championnats d'Europe à Alkmaar puis, pour la troisième fois d'affilée, l'EuroEyes Cyclassics.

### 2020-2021: Cofidis

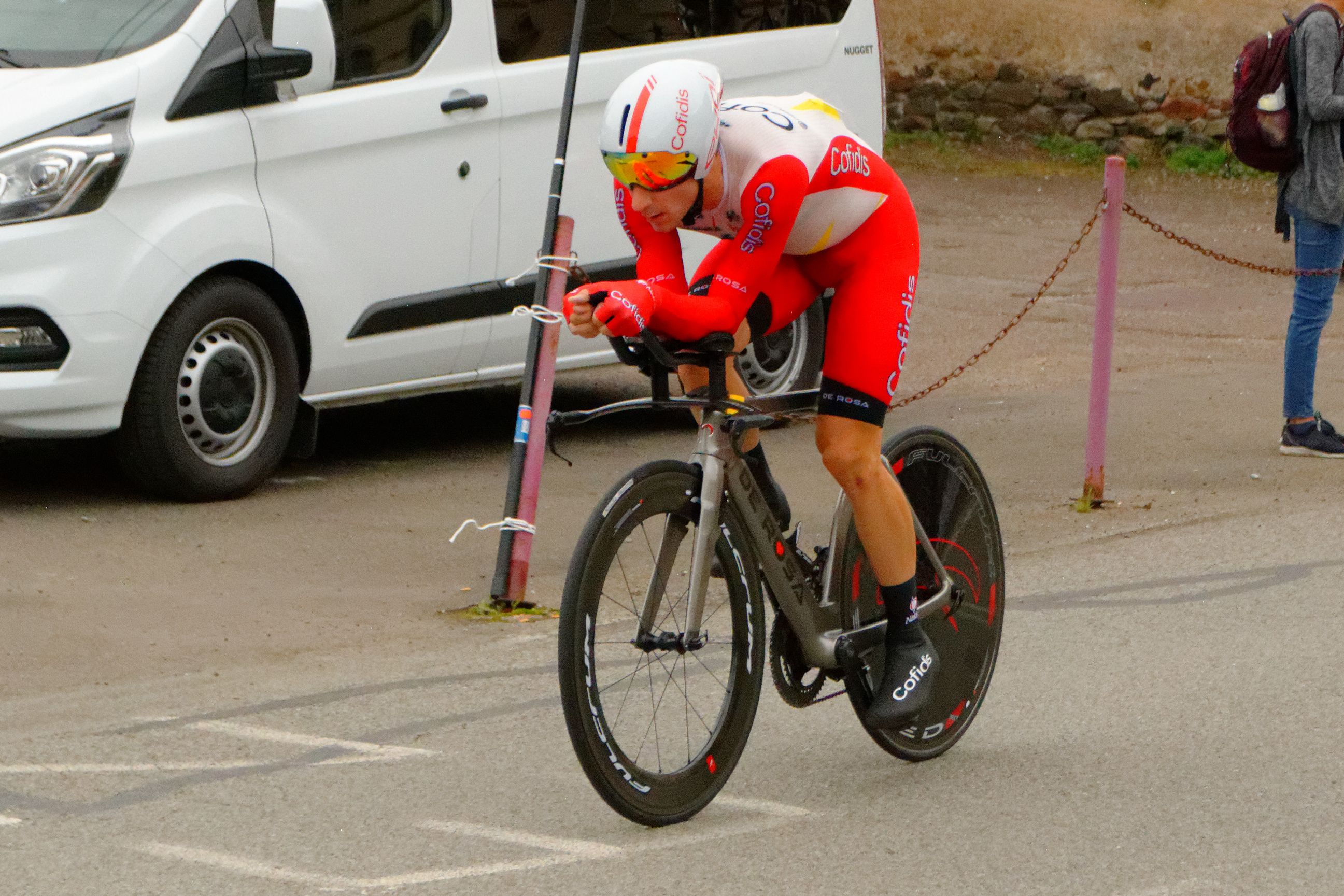
Sous le maillot de l'équipe Cofidis, Viviani connait deux saisons compliquées.

Le 5 août 2019, l'équipe française Cofidis annonce l'arrivée d'Elia Viviani en compagnie de son poisson-pilote Fabio Sabatini à partir de 2020. Sa venue vient notamment compenser le départ de Nacer Bouhanni vers Arkéa-Samsic et renforcer l'effectif en vue d'une future montée en World Tour.
Il débute sous ses nouvelles couleurs lors du Tour Down Under où il se classe 4e de la première étape avant d'être pris dans une chute massive le lendemain. Alors qu'il comptabilise 38 succès lors des trois dernières saisons, il ne répond pas aux attentes et n'obtient aucun succès sur l'ensemble de la saison, une première pour lui depuis ses débuts professionnels en 2010.
En janvier 2021, il est opéré en raison d'une arythmie cardiaque et doit faire une pause dans sa préparation pendant plusieurs semaines,. Sa deuxième saison est plus réussie, même s'il ne décroche aucun succès sur le World Tour, il gagne sept courses :  Cholet-Pays de la Loire, Grand Prix de Fourmies, le Grand Prix d'Isbergues, ainsi que deux étapes de l'Adriatica Ionica Race et du Tour Poitou-Charentes en Nouvelle-Aquitaine. Le 24 octobre, il devient le premier champion du monde de course à l'élimination. Dans le même temps, il est élu comme représentant des cyclistes sur piste à la Commission des Athlètes de l'Union Cycliste Internationale. Il refuse en fin d'année une offre de prolongation de contrat avec la formation française.

### 2022-2024: Ineos Grenadiers
En novembre 2021, sollicité par Ineos Grenadiers et Deceuninck-Quick Step, Viviani opte pour Ineos Grenadiers en raison de la présence dans cette équipe de son compatriote Filippo Ganna. Disposant d'un contrat de trois ans, il vise des succès sur route mais peut également se préparer pour la piste aux Jeux olympiques de 2024.
En 2022, il décroche seulement deux succès sur route et 12 podiums. Il s'impose en début de saison sur une étape du Tour de La Provence et en fin d'année sur une étape du Tour de Croatie. C'est sur piste qu’il obtient ses meilleurs résultats en devenant champion du monde et d'Europe de l'élimination.
Pour l'année 2023, il annonce son intention de remporter une étape du Tour d'Italie, ce qu'il n'a pas réussi à faire depuis 2018. Il n'est cependant pas sélectionné pour la course, car l'équipe souhaite viser le classement général autour de Geraint Thomas.
Il commence sa saison 2024 en Australie où il participe une nouvelle fois au Santos Tour Down Under et se classe deuxième de la Surf Coast Classic derrière Biniam Girmay. Engagé par la suite sur plusieurs classiques flandriennes, il chute sur Paris-Roubaix  en compagnie d'une grosse dizaine de coureurs et doit abandonner sérieusement blessé. Au deuxième semestre, il est sélectionné par les dirigeants du cyclisme italien pour participer aux Jeux olympiques de Paris. Sur la piste du vélodrome de Saint-Quentin-en-Yvelines, il s'adjuge la médaille d'argent de la course à l'américaine en compagnie de Simone Consonni. Il s'offre à cette occasion sa troisième médaille en quatre participations aux Jeux d'été. Il termine aussi neuvième de l'omnium remporté par Benjamin Thomas mais doit abandonner lors de la course en ligne sur route. Toujours sur la piste, il monte sur la deuxième marche du podium du championnat du monde de course à l'élimination disputé à Ballerup. Malgré ces quelques résultats, son contrat avec la formation Ineos Grenadiers n'est pas reconduit en fin de saison.

### 2025: Lotto
Après des résultats décevants aux championnats d'Europe sur piste, il rejoint l'équipe Lotto pour la saison 2025.

### Vie privée
Elia Viviani vit à Vallese di Oppeano (dans la province de Vérone), où il gère un magasin de vélos avec sa famille. Il se marie en octobre 2022 avec Elena Cecchini, également cycliste professionnelle. Ils ont disputé ensemble le contre-la-montre par équipes en relais mixte des championnats du monde 2019.
Il a deux frères : Luca, un footballeur qui a évolué en Serie B au Hellas Vérone et Attilio qui est également coureur cycliste.

## Palmarès sur piste

### Jeux olympiques
- Londres 2012
  - 6e de l'omnium
- Rio 2016
  -  Champion olympique de l'omnium
- Tokyo 2020
  -  Médaillé de bronze de l'omnium
  - 10e de la course à l'américaine
- Paris 2024
  -  Médaillé d'argent de la course à l'américaine
  - 9e de l'omnium

### Championnats du monde
| Édition / Épreuve              | Poursuite par équipes | Course aux points | Scratch | Américaine | Omnium  | Course à l'élimination |
| 2006 (juniors)                 |                       | 10e               |         | Bronze     |         |                        |
| 2007 (juniors)                 | Bronze                | 8e                |         | 8e         |         |                        |
| Manchester 2008                |                       |                   |         | 7e         |         |                        |
| Pruszków 2009                  |                       | 18e               |         | 7e         |         |                        |
| Copenhague 2010                |                       |                   | 15e     | 7e         | 12e     |                        |
| Apeldoorn 2011                 | 15e                   |                   | Argent  | 6e         | 7e      |                        |
| Melbourne 2012                 |                       |                   | 21e     | 10e        | Abandon |                        |
| Cali 2014                      | 11e                   | 13e               | 14e     | 6e         |         |                        |
| Saint-Quentin-en-Yvelines 2015 | 16e                   |                   |         | Argent     | Bronze  |                        |
| Londres 2016                   | 4e                    |                   | 12e     | 15e        | 4e      |                        |
| Roubaix 2021                   |                       |                   |         |            | Bronze  | Or                     |
| Saint-Quentin-en-Yvelines 2022 |                       |                   |         |            | 7e      | Or                     |
| Glasgow 2023                   |                       |                   |         |            |         | Bronze                 |
| Ballerup 2024                  |                       |                   |         |            |         | Argent                 |

### Coupe du monde
- 2008-2009
  - 2e de l'américaine à Copenhague
- 2009-2010
  - 2e de l'américaine à Pékin
- 2010-2011
  - 3e de l'omnium à Manchester
- 2011-2012
  - 3e de l'omnium à Astana
- 2013-2014
  - 2e du scratch à Manchester
  - 3e de la course aux points à Manchester
- 2015-2016
  - 3e de l'omnium à Cali
- 2018-2019
  - 3e de l'omnium à Londres
- 2019-2020
  - 2e de l'omnium à Minsk
  - 3e de la poursuite par équipes à Minsk

### Coupe des nations
- 2022
  - 1er de la course à l'élimination à Glasgow
  - 2e de l'omnium au Caire
- 2024
  - 2e de l'omnium à Adélaïde
  - 3e de la poursuite par équipes à Adélaïde

### Championnats d'Europe
| Édition / Épreuve       | Poursuite par équipes | Course aux points | Scratch | Américaine              | Omnium | Course à l'élimination | Course derrière derny |
| Athènes 2006 (juniors)  |                       |                   | Or      |                         |        |                        |                       |
| Cottbus 2007 (juniors)  |                       | Or                |         |                         |        |                        |                       |
| Pruszków 2008 (espoirs) | Bronze                |                   | Or      | Or (avec Tomas Alberio) | Bronze |                        |                       |
| Minsk 2009 (espoirs)    |                       |                   | Or      |                         |        |                        |                       |
| Anadia 2011 (espoirs)   |                       | Or                |         | Argent                  | Or     |                        |                       |
| Apeldoorn 2011          |                       |                   |         |                         | Bronze |                        |                       |
| Panevėžys 2012          | Bronze                | Or                |         | Bronze                  |        |                        |                       |
| Apeldoorn 2013          |                       | Or                |         | Or (avec Liam Bertazzo) |        |                        | Or                    |
| Baie-Mahault 2014       |                       |                   |         |                         | Or     |                        |                       |
| Granges 2015            |                       |                   |         |                         | Or     |                        |                       |
| Glasgow 2018            | Or                    |                   |         |                         | Argent |                        |                       |
| Apeldoorn 2019          |                       |                   |         |                         |        | Or                     |                       |
| Munich 2022             |                       |                   |         | 6e                      |        | Or                     |                       |
| Granges 2023            |                       |                   |         |                         |        | 5e                     |                       |

### Championnats nationaux
| - 2006 - Champion d'Italie de l'américaine juniors (avec Tomas Alberio) - Champion d'Italie de vitesse par équipes juniors - 2007 - Champion d'Italie de l'américaine juniors (avec Nicolò Martinello) - Champion d'Italie de vitesse par équipes juniors - Champion d'Italie de poursuite par équipes juniors - 3e du championnat d'Italie du scratch juniors - 2008 - Champion d'Italie de poursuite par équipes - 2e du championnat d'Italie de course aux points - 2e du championnat d'Italie du scratch - 2009 - Champion d'Italie de poursuite par équipes - Champion d'Italie de l'omnium - 2e du championnat d'Italie de l'américaine - 2010 - Champion d'Italie de l'omnium - 3e du championnat d'Italie de l'américaine - 3e du championnat d'Italie de poursuite par équipes - 2011 - Champion d'Italie de poursuite - Champion d'Italie de course aux points - Champion d'Italie de l'américaine (avec Davide Cimolai) - 2e du championnat d'Italie du scratch - 2e du championnat d'Italie de poursuite par équipes - 3e du championnat d'Italie du kilomètre - 2012 - Champion d'Italie de poursuite par équipes - Champion d'Italie de l'américaine (avec Michele Scartezzini) - Champion d'Italie de course derrière derny - 3e du championnat d'Italie de course aux points | - 2013 - Champion d'Italie de poursuite par équipes - Champion d'Italie de course aux points - Champion d'Italie de l'américaine (avec Michele Scartezzini) - 2e du championnat d'Italie du kilomètre - 2e du championnat d'Italie de vitesse par équipes - 2e du championnat d'Italie de poursuite - 3e du championnat d'Italie du scratch - 3e du championnat d'Italie de course derrière derny - 2014 - Champion d'Italie de l'omnium - 2e du championnat d'Italie de poursuite - 2015 - Champion d'Italie de poursuite - 2e du championnat d'Italie de course aux points - 2019 - Champion d'Italie de l'omnium - 2021 - Champion d'Italie de course aux points - 2e du championnat d'Italie de course par élimination - 3e du championnat d'Italie de l'américaine - 2022 - Champion d'Italie de course aux points - Champion d'Italie de l'omnium - 2e du championnat d'Italie de poursuite - 3e du championnat d'Italie de poursuite par équipes - 2023 - Champion d'Italie de poursuite - Champion d'Italie de course aux points - Champion d'Italie de poursuite par équipes - 2e du championnat d'Italie de course par élimination - 3e du championnat d'Italie de l'américaine |  |

### Six jours
- Bassano del Grappa : 2012 (avec Franco Marvulli)
- Fiorenzuola d'Arda : 2011 (avec Jacopo Guarnieri), 2015 (avec Alex Buttazzoni), 2016 (avec Michele Scartezzini) et 2023 (avec Michele Scartezzini)
- Turin : 2017 (avec Francesco Lamon)
- Gand : 2018 (avec Iljo Keisse)
- Londres : 2019 (avec Simone Consonni)

## Palmarès sur route et classements mondiaux

### Palmarès amateur
- 2005
  -  Médaillé d'or de la course en ligne du Festival olympique de la jeunesse européenne
  -  Médaillé d'or du critérium du Festival olympique de la jeunesse européenne
  - 2e du championnat d'Italie sur route cadets
  - 2e de la Coppa d'Oro
- 2006
  - Mémorial Leonardo Massaro
- 2008
  - Trofeo Comune di Acquanegra sul Chiese
  - 2e du Trophée Visentini
  - 2e du Gran Premio Fiera del Riso
- 2009
  - Circuito di Paderno
  - Gran Premio Ceda
  - La Popolarissima
  - Coppa Caduti di Reda
  - Giro dei Tre Ponti
  - Gran Premio San Luigi
  - Alta Padovana Tour
  - 2e du Circuito dell'Assunta
  - 3e du Circuito del Termen
- 2010
  - 7eb étape du Tour de Cuba
  - Giro delle Tre Provincie
  - La Popolarissima

### Palmarès professionnel
| - 2010 - Binche-Tournai-Binche - Mémorial Marco Pantani - 7e étape du Tour de Turquie - 3e du Grand Prix de Modène - 2011 - Grand Prix de la côte étrusque - Tour de Mumbai I - 1re étape du Tour de Slovénie - GP Nobili Rubinetterie - Coppa Città di Stresa - 4e et 5e étapes du Tour du Colorado - 2e étape du Tour de Padanie - 4e étape du Tour de Pékin - 2e du Tour de Mumbai II - 2012 - 6e étape du Tour de San Luis - Grand Prix de la côte étrusque - Tour de la province de Reggio de Calabre : - Classement général - 1re et 2e étapes - 2ea étape de la Semaine internationale Coppi et Bartali - 1re étape du Tour de Pékin - 2e du Mémorial Marco Pantani - 2013 - 2e étape du Critérium du Dauphiné - Tour of Elk Grove : - Classement général - 2e et 3e étapes - Dutch Food Valley Classic - 1re étape du Tour de Grande-Bretagne - 5e de la Vattenfall Cyclassics - 7e du Grand Prix de Plouay - 2014 - 3e étape de la Semaine internationale Coppi et Bartali - 5e et 7e étapes du Tour de Turquie - 4e étape du Tour de Slovénie - 4e étape du Tour du Colorado - Coppa Bernocchi - 2e de la Brussels Cycling Classic - 3e du Grand Prix de Fourmies - 2015 - 2e étape du Dubaï Tour - 1re étape du Tour de Romandie (contre-la-montre par équipes) - 2e étape du Tour d'Italie - 1re étape de l'Eneco Tour - 1re, 3e et 8e étapes du Tour de Grande-Bretagne - 2e et 4e étapes du Tour d'Abou Dabi - 2e du Trofeo Santanyí-Ses Salines-Campos - 3e de Kuurne-Bruxelles-Kuurne - 2016 - 2e étape du Dubaï Tour - 2e étape des Trois Jours de La Panne - 2017 - 3e étape du Tour de Romandie - 2e étape de la Route du Sud - 1re et 3e étapes du Tour d'Autriche - EuroEyes Cyclassics - 1re et 3e étapes du Tour du Poitou-Charentes - Bretagne Classic - 2e étape du Tour de Grande-Bretagne - Médaillé d'argent du championnat d'Europe sur route - 2e du Grand Prix de l'Escaut - 3e du Grand Prix Bruno Beghelli - 9e de Milan-San Remo | - 2018 - Champion d'Italie sur route - 3e étape du Tour Down Under - Dubaï Tour : - Classement général - 2e et 5e étapes - 2e étape du Tour d'Abou Dabi - Trois Jours de Bruges-La Panne - Tour d'Italie : - Classement par points - 2e, 3e, 13e et 17e étapes - 1re (contre-la-montre par équipes), 2e, 4e et 5e étapes de l'Adriatica Ionica Race - EuroEyes Cyclassics - 3e, 10e et 21e étapes du Tour d'Espagne - 2e de la Cadel Evans Great Ocean Race - 2e de Gand-Wevelgem - 2e d'À travers le Hageland - 2e de la RideLondon-Surrey Classic - 2019 - Champion d'Europe sur route - 1re étape du Tour Down Under - Cadel Evans Great Ocean Road Race - 5e étape de l'UAE Tour - 3e étape de Tirreno-Adriatico - 4e et 5e étapes du Tour de Suisse - 4e étape du Tour de France - RideLondon-Surrey Classic - EuroEyes Cyclassics - 4e étape du Tour de Slovaquie - 2e de la Tacx Pro Classic - 3e des Trois Jours de Bruges-La Panne - 2020 - 2e de la Schwalbe Classic - 3e de la Clásica de Almería - 9e de la Cadel Evans Great Ocean Road Race - 2021 - Cholet-Pays de la Loire - 1re et 3e étapes de l'Adriatica Ionica Race - 1re et 3e étapes du Tour Poitou-Charentes en Nouvelle-Aquitaine - Grand Prix de Fourmies - Grand Prix d'Isbergues - 3e du Grand Prix du Morbihan - 9e de la Classic Bruges-La Panne - 2022 - 1re étape du Tour de La Provence - 6e étape du Tour de Croatie - 7e du championnat d'Europe sur route - 2023 - 1re étape du Tour de Croatie - 1re étape du Tour du Guangxi - 3e de la Bemer Cyclassics - 9e de la Bretagne Classic - 2024 - 2e de la Surf Coast Classic - 2025 - 7e étape du Tour de Turquie - 3e du Tour des onze villes |  |

### Résultats sur les grands tours

#### Tour de France
3 participations
- 2014 : 162e
- 2019 : 130e, vainqueur de la 4e étape
- 2020 : 135e

#### Tour d'Italie
7 participations
- 2013 : 119e
- 2014 : 145e
- 2015 : 125e, vainqueur de la 2e étape
- 2016 : hors-délai (8e étape)
- 2018 : 132e,  vainqueur du classement par points, vainqueur des 2e, 3e, 13e et 17e étapes
- 2019 : non-partant (12e étape)
- 2020 : 112e
- 2021 : 135e

#### Tour d'Espagne
2 participations
- 2012 : 128e
- 2018 : 145e, vainqueur des 3e, 10e et 21e étapes

### Classements mondiaux
| Année                                 | 2009 | 2010 | 2011 | 2012 | 2013 | 2014 | 2015 | 2016  | 2017 | 2018 | 2019 | 2020 | 2021 | 2022 | 2023 | 2024 |
| ------------------------------------- | ---- | ---- | ---- | ---- | ---- | ---- | ---- | ----- | ---- | ---- | ---- | ---- | ---- | ---- | ---- | ---- |
| Calendrier mondial                    | nc   | 271e |      |      |      |      |      |       |      |      |      |      |      |      |      |      |
| UCI World Tour                        |      |      | 152e | 99e  | 64e  | 144e | 109e | 145e  | 35e  | 6e   |      |      |      |      |      |      |
| Classement mondial                    |      |      |      |      |      |      |      | 341e  | 16e  | 3e   | 9e   | 162e | 68e  | 308e | 211e | 514e |
| UCI Europe Tour                       | 646e |      |      |      |      |      |      | 1026e | 4e   | 51e  | 8e   | 133e | 57e  | 247e | nc   | nc   |
| UCI Asia Tour                         | nc   |      |      |      |      |      |      | 72e   | 73e  | 9e   |      |      |      |      |      |      |
| UCI America Tour                      | nc   |      |      |      |      |      |      | 382e  | 224e | nc   |      |      |      |      |      |      |
|                                       |      |      |      |      |      |      |      |       |      |      |      |      |      |      |      |      |
| Légende : nc = non classéSource : UCI |      |      |      |      |      |      |      |       |      |      |      |      |      |      |      |      |

## Distinctions
- Giglio d'Oro : 2018 et 2019
- Oscar TuttoBici : 2018 et 2019